# Dorysthenes beli
Dorysthenes beli là một loài bọ cánh cứng trong họ Cerambycidae.